# 95951 Ernestopalomba
95951 Ernestopalomba è un asteroide della fascia principale. Scoperto nel 2003, presenta un'orbita caratterizzata da un semiasse maggiore pari a 3,1510775 UA e da un'eccentricità di 0,1112101, inclinata di 16,79603° rispetto all'eclittica.